# Маурісіо Сулейман
Маурісіо Сулейман Салдівар (ісп. Mauricio Sulaimán Saldivar, нар. 30 грудня 1969) — мексиканський бізнесмен і спортивний адміністратор. Сулейман є президентом мексиканської Всесвітньої боксерської ради з 11 лютого 2014 року. Це одна з чотирьох основних міжнародних боксерських організацій, що визнають чемпіонати, поряд з базованою в США Міжнародною боксерською федерацією, базованою в Панамі Всесвітньою боксерською асоціацією та базованою в Пуерто-Рико Всесвітньою боксерською організацією. Перед тим, як стати президентом WBC, Сулейман працював там генеральним секретарем.

## Особисте життя
Сулейман є сином попереднього президента WBC, Хосе Сулеймана, та Марти Салдівар. У нього є два брати (Гектор і Хосе Фернандо-Хосе молодший) і дві сестри (Люсі й Клаудія).

## Суперечки
Сулеймана критикували за схвалення роботи Даніеля Кінегана як боксерського промоутера. Кінеган відомий тим, що є частиною могутнього ірландського кримінального синдикату, яким керує його батько, Крісті Кінеган, і який бере участь у жорстокій війні з іншою сумнозвісною бандою, яку очолює Геррі «Монах» Хатч. У квітні 2022 року Кінеган, його батько та його молодший брат потрапили під санкції уряду США за свою діяльність, пов'язану з організованою злочинністю, і їхні активи були заморожені як урядом США, так і ОАЕ. Сулейман, який зустрічався з Кінеганом в Дубаї за тиждень до запровадження санкцій, заперечував будь-які зв'язки з ним, заявивши, що він не знав про те, що Кінеган є високопоставленим членом могутнього міжнародного кримінального синдикату.